# Гражданское неповиновение
Гражда́нское неповинове́ние — это форма политического участия, корни которой уходят в античность. Посредством символического нарушения правовых норм, осуществляемого по соображениям совести, а значит, сознательно, действующий гражданин стремится к устранению ситуации несправедливости актом гражданского неповиновения, тем самым подчёркивая своё моральное право на участие. Нормы права могут проявляться в виде законов, обязанностей или даже приказов государства либо организаций в структуре государства. Символическое нарушение призвано повлиять на формирование общественного мнения с целью устранения несправедливости. При этом нарушитель сознательно соглашается понести наказание за свои действия в соответствии с действующим законодательством. Часто он заявляет о своём праве на сопротивление, которое, однако, отличается от конституционно закреплённого права на сопротивление. Таким образом, те, кто практикует гражданское неповиновение, озабочены соблюдением гражданских прав и прав человека в рамках существующего порядка, а не сопротивлением, направленным на замену существующей структуры управления. Однако методы и формы действий гражданского неповиновения и сопротивления во многих случаях схожи.
Современными отцами этой концепции являются Генри Дэвид Торо, Махатма Ганди и Мартин Лютер Кинг — младший. С момента публикации статьи «Оправдание гражданского неповиновения» размышления Джона Ролза занимают центральное место в философском дискурсе.

## Теоретические основы
Гражданское неповиновение может практиковаться только в рамках государственного образования. Оно предполагает наличие правовых норм, обеспечиваемых государством или правительством. Гражданин, на которого распространяются эти нормы, может либо принять их, либо частично или полностью отвергнуть. Однако, поскольку правовые нормы являются основополагающими для каждого государства, для гражданина единственным законным способом частично или полностью уклониться от них был бы отказ от гражданства и выход из сферы действия оспариваемых правовых норм. Поэтому от людей, которые участвуют в морально мотивированных актах гражданского неповиновения, нельзя ожидать безоговорочного принятия политической системы, в которой они действуют, но достаточно, если они временно принимают или соглашаются с законами или государством в целом.
Актами гражданского неповиновения нарушитель намеревается указать на отдельные законы или правила, которые он или она альтруистично воспринимает несправедливыми. Указывая на них, он хочет добиться изменений. Гражданское неповиновение проявляется либо в нарушении именно тех законов или правил, которые он считает несправедливыми, по велению совести (прямое гражданское неповиновение), либо в нарушении справедливых законов, чтобы публично и символически указать на несправедливость других (косвенное гражданское неповиновение). Таким образом, актор ссылается на более высокое право, будь то божественное право, естественное право или право разума, нежели позитивное право, данное в форме закона. Тот, кто практикует гражданское неповиновение, сознательно принимает на себя риск понести наказание за свои действия. Спорным является вопрос, должно ли гражданское неповиновение быть принципиально ненасильственным, поскольку концепция ненасилия зависит от определений насилия, используемых в каждом конкретном случае. По этой причине вместо этого часто делается ссылка на символическое значение актов гражданского неповиновения, а проблема насилия опускается.
С точки зрения философии права, актор, таким образом, оказывается между позитивным правом, данным правовыми нормами, которым он подчиняется как гражданин, и нормами справедливости, к которым его обязывает совесть. Следовательно, с точки зрения теории права теории гражданского неповиновения предполагают существование божественного права, естественного права или права разума, которое выходит за рамки позитивного права и связано с ним в плане обоснования. Юридический позитивизм, наоборот, имеет дело исключительно с позитивным правом и отрицает существование такого всеобъемлющего, неписаного закона. Предполагая строгий дуализм права и морали, гражданское неповиновение в этой теоретико-правовой доктрине априори не имеет особого правового статуса, который мог бы быть учтён в юриспруденции.

### Генри Дэвид Торо
Термин гражданское неповиновение (англ. civil disobedience) был введён американцем Генри Дэвидом Торо в эссе «Гражданское неповиновение», в котором он объяснил, почему он прекратил платить налоги в знак протеста против войны с Мексикой и рабства. Торо имел дело не с гражданским неповиновением непосредственно, а с конфликтами совести, которые ему приходилось терпеть как гражданину, избирателю и налогоплательщику. Для Торо участие в боевых действиях и уплата налогов представляют собой случаи, когда гражданин может отказать государству в повиновении по соображениям совести.
Основанные на мнении, что правительства — это искусственные образования, призванные служить интересам народа:14, его размышления о гражданском неповиновении направлены на улучшение управления: «Власть правительства […] всё же нечиста; чтобы быть вполне справедливой, она должна получить санкцию и согласие управляемых». Несправедливые законы и действия должны быть проверены на предмет их легитимности честными гражданами, которые чувствуют себя связанными более высоким законом, чем конституция или закон большинства:18. Эти идеи основываются на мифе об основании США, который подразумевает, что отдельные лица и группы могут устанавливать право вопреки всему, что отражено, в частности, в «Записках федералиста» 1787—1788 годов. В них Александр Гамильтон описывает личность как основополагающий элемент любой политической единицы. В Соединённых Штатах 1840-х и 1850-х годов такое понимание политики привело к всевозможным социальным и политическим экспериментам, которые, помимо прочего, частично переняли ранние социалистические, частично анархистские идеи. Примером здесь могут служить колонии, основанные на идеях утописта Шарля Фурье и анархиста Джосайи Уоррена. Хотя Торо сохранял интеллектуальную дистанцию от их концепций, он развивал собственные размышления в этом общем контексте социальных и политических потрясений. Торо утверждает, что с помощью политического инструмента гражданского неповиновения закон должен быть приведён в соответствие с диктатом совести. Как и в «Записках федералиста», он, таким образом, описывает индивида как фундаментально формирующий элемент политических образований. Однако его высказывания также подразумевают, что законы должны соблюдаться до тех пор, пока они справедливы. В результате к отдельному гражданину предъявляется требование того, что Юрген Хабермас позже назовёт квалифицированным соблюдением закона (нем. qualifizierten Rechtsgehorsams).

### Джон Ролз и Юрген Хабермас
Вслед за Торо, который основывал гражданское неповиновение на индивидуальном чувстве справедливости, Джон Ролз и Юрген Хабермас описывают акты гражданского неповиновения как преднамеренные нарушения правил символического характера, которые своей незаконностью призваны указать на безотлагательность представленной проблемы. Цель состоит в том, чтобы пробудить большинство, апеллируя к их чувству справедливости и благоразумию:33. Таким образом, гражданское неповиновение «по веским причинам находится в подвешенном положении между легитимностью и законностью»:51. Чтобы иметь эффект гражданского неповиновения, соответствующий акт должен быть морально оправдан и направлен на общественное благо. Следовательно, действия, которые служат конкретным интересам или даже собственным, индивидуальным политическим либо экономическим интересам, не квалифицируются как гражданское неповиновение. По Ролзу оно

[…] выражает неповиновение закону в рамках верности закону, хотя и находится на грани его. Закон нарушен, но верность закону проявляется в публичной и ненасильственной природе этого акта, в готовности принять правовые последствия своего поведения. Эта верность закону помогает донести до большинства, что этот акт действительно политически осознанный и искренний и что его намерением является обращение к публичному чувству справедливости.— 
По мнению Хабермаса, гражданское неповиновение также должно быть морально оправданным и публичным, чтобы исключить возможность его осуществления членами общества ради личной выгоды. Этому также способствует тот факт, что гражданское неповиновение влечёт за собой нарушение одной или нескольких правовых норм, и это нарушение подлежит наказанию как незаконное. Гражданское неповиновение может стать ultima ratio (крайней мерой), только в случае, когда обычные процедуры в демократическом конституционном государстве потерпели неудачу, и, следовательно, не является нормальным политическим актом. Как правило, институциональные возможности для противодействия принятым решениям, например, путём судебного разбирательства, должны быть исчерпаны:32. Однако возможны и такие случаи, когда общественными институтами следует пренебречь и напрямую прибегнуть к средствам гражданского неповиновения. По Хабермасу, подобно Торо, гражданское неповиновение, как «элемент зрелой политической культуры», является инструментом совершенствования государства.

### Учение Ганди о сатьяграхе
В начале XX века Махатма Ганди развил своё учение о сатьяграхе (санскр. सत्याग्रह. satyāgraha) на основе индийской традиции. В этом отношении он придерживается концепции Торо, хотя и исходит из совершенно другой отправной точки, основанной на религиозных идеях индуизма и джайнизма. Хотя первоначально он заимствует английский термин civil disobedience у Торо, чтобы объяснить путь сатьяграхи в первую очередь англоязычным читателям, в дальнейшем он дистанцируется от Торо и заявляет, что придерживается более широкой концепции:

Утверждение, что я почерпнул свою идею гражданского неповиновения из трудов Торо, неверно. Сопротивление власти в Южной Африке было развито задолго до того, как я получил это эссе … Когда я увидел название великого эссе Торо, я начал использовать его выражение, чтобы объяснить нашу борьбу английским читателям. Однако я обнаружил, что даже гражданское неповиновение не передаёт всего смысла борьбы. Вот почему я принял термин гражданское сопротивление.— 
Для Ганди гражданское неповиновение — это метод, который действенен в более широком контексте. Стратегия сатьяграхи призвана взывать к чувствам и совести соответствующего адресата. Посредством ахимсы, сопровождаемой готовностью принять на себя боль и страдания (сила любви или сила души), сатьяграха стремится убедить противника в ложности его действий: «Истинная цель сатьяграха – не принудить противника сдаться, а обратить его в свою веру».
Что касается проявления гражданского неповиновения в индийской борьбе за независимость, Ганди ясно даёт понять, что без предварительной подготовки и дополнительной «конструктивной программы» оно было бы пустой бравадой и чем-то даже более худшим, чем просто бесполезное занятие.

## История
В то время как Торо впервые описал гражданское неповиновение в 1849 году как политический инструмент, с помощью которого граждане конституционного государства могут указывать на несправедливость в политическом процессе, подходы, описывающие эту концепцию в конкретных ситуациях, можно проследить за несколько сотен лет до нашей эры. Многие сообщения из древности носят либо мифологический характер, либо неясно, в какой степени историки того времени приукрашивали реальные события. Эти повествования остаются интересными, поскольку, несмотря на отсутствующие или спорные исторические ссылки, существуют свидетельства того, что идеи и стратегии, сопоставимые с концепциями гражданского неповиновения после первого упоминания термина Торо, уже существовали в древности. В отличие от рационального обоснования Торо, христианская традиция гражданского неповиновения уходит корням в Послание апостола Павла к римлянам (Рим 13:1) и Деяния апостолов (Деян 5:29), ссылаясь на закон Божий: «должно повиноваться больше Богу, нежели человекам».
Поскольку до Торо эта концепция не была теоретически обоснована, приведённые ниже примеры встраивают теоретические разработки с XIX века и формы действий со времён Торо до настоящего времени в исторический контекст. Гражданское неповиновение не является статичной концепцией, скорее, оно практиковалось и развивается как социальная концепция в различных культурных и исторических контекстах, с определённым философским обоснованием или без него. Поэтому даже в настоящее время нельзя считать, что эта форма социального протеста находится в полном согласии с теоретическими подходами.

### Исторические предшественники

#### Библия
По мнению Дэвида Даубе, самое древнее письменное свидетельство гражданского неповиновения можно найти в Библии. В Танахе, в Исх 1:15—17 описывается, как египетский фараон приказывает еврейским повитухам убить всех новорождённых мальчиков. Эта ситуация, в которой повивальные бабки отказываются осуществлять предписанный геноцид, уже отвечает двум основным критериям гражданского неповиновения: она ненасильственная, и действующие лица в своём страхе перед Богом ссылаются на более высокий уровень права, нежели позитивное, установленный правителем. Однако акт неповиновения повитух фараону остаётся узнаваемым только для евреев, а не для самого правителя:5.

#### Древняя Греция

##### Прометей
В древнегреческой мифологии, согласно Гесиоду (около 700 г. до н.э.), верховный олимпийский бог Зевс не давал людям огня. Титан Прометей, который ранее создал людей, считает, что люди имеют право использовать огонь. Поэтому он приносит его людям и этим поступком бросает вызов божественному праву Зевса. В наказание бессмертный Прометей прикован к скале Кавказских гор и вынужден ежедневно терпеть, как орёл поедает его печень, пока позже его не освободит Геракл:60.

##### Антигона
В трагедии Софокла «Антигона» (442 г. до н.э.) главная героиня хоронит своего брата Полиника вопреки приказу дяди, царя Креонта. Таким образом, женщина, которая чувствует себя приверженной высшему праву ненасильственным актом практикует гражданское неповиновение.
Креонт. — И смела ты нарушить тот закон?
Антигона. — Не Зевс мне возвестил его, не Дика,
Присущая всегда богам подземным,
Которые постановили в людях
Закон о мёртвых тот. Твои ж веленья
Я сильными на столько не считала,
Чтоб твёрдый тот, неписаный закон,
Богов закон мог смертный преступить.
Не ныне, не вчера явился сей закон,
Всегда он жил; […]
Его нарушить не хотела я
И быть за то в ответе пред богами,
А человека суд не страшен мне.
Я знала, что умру. И как иначе?
До твоего я знала объявленья.
А если я до времени умру,
Так прибыльно считаю то себе.Антигона (Софокл; Шестаков)/V. Второй эпизод
Таким образом, она открыто выступает против приказа дяди, утверждает, что поступила морально правильно, и готова подчиниться светской юрисдикции Креонта и искупить свой поступок. Она указывает, что на эту светскую юрисдикцию не распространяется божественный закон.

##### Лисистрата
Аристофан дал первое описание пацифистской сидячей забастовки в комедии «Лисистрата» (411 г. до н.э.). В ней женщины Афин хотят добиться окончания Пелопоннесской войны со Спартой, закрыв доступ к Парфенону, афинской сокровищнице, путём своего рода сидячей забастовки, лишив тем самым войну материальной основы. Они оказывают дополнительное личное давление на своих мужчин посредством совместно согласованного отказа от секса. Тема Лисистраты приобрела важное значение в движении за мир во второй половине XX века, когда текущие события были художественно обработаны в кино- и театральных постановках с использованием имени и стратегий Лисистраты.
По словам Даубе, появление женщин в этих самых ранних случаях не случайно, а коренится в патриархальной структуре соответствующих обществ, в которых женщины не имели законного участия в управлении. В первых двух описанных случаях проявляются две основные формы гражданского неповиновения: с одной стороны, пассивный отказ следовать инструкциям или приказам через бездействие в случае с заказанным убийством мальчиков, с другой стороны, активное и открытое сопротивление Антигоны приказу Креонта. Неповиновение Антигоны здесь ближе к современному понятию гражданского неповиновения, поскольку в дополнение к вышеуказанным критериям оно обращает внимания правителя на его ошибку, давая таким образом, возможность осознать и исправить её, чего тот в конечном итоге не делает. Своей сидячей забастовкой афинские женщины продемонстрировали форму коллективного протеста, которая часто используется и сегодня. Характерно, что в описаниях всех этих случаев речь идет об экзистенциальных проблемах, о жизни и смерти, то есть о случаях, когда любое промедление, вызванное соблюдением юридического процесса, имеет необратимые последствия:5. Таким образом, в соответствии с современными представлениями неповиновение описывается как крайняя мера.

##### Сократ
В своей «Апологии» Платон заставляет Сократа описать два случая, в которых тот прямо выступает против беззаконных порядков, сначала при демократической устройстве, а затем при правлении Тридцати. Будучи пританом, он отказывается осудить десять полководцев во время Пелопоннесской войны (431 г. до н.э. — 404 г. до н.э.) вопреки закону:

и в то время, когда ораторы готовы были обвинить меня и посадить в тюрьму […] я думал, с что мне скорее следует, несмотря на опасность, стоять на стороне закона и справедливости, нежели из страха перед тюрьмою или смертью быть заодно с вами, желающими несправедливого.— Апология Сократа (Платон; Соловьёв)
Несколько лет спустя, во времена правления Тридцати (404—403 гг. до н.э.), он отказывается выполнить приказ тиранов, которым, по словам Сократа, они пытались «отыскать как можно больше виновных», и отправился домой, не совершив ничего «беззаконного и безбожного. […] И по всей вероятности, мне пришлось бы за это умереть, если бы правительство не распалось в самом скором времени.» Как должностное лицо, а не просто гражданин, Сократ в обоих случаях отказывается выполнять незаконные приказы:73.

#### Древний Рим
Посредством secessio plebis — ухода простых людей за пределы города — плебеи Древнего Рима в 494 году до н.э. убедили патрициев предоставить им больше прав в борьбе римских сословий: они покинули город Рим, отправились на Священную гору и и заявили, что не будут ни работать, ни сражаться, пока их требования не будут выполнены. Таким образом, впервые в истории инструмент всеобщей забастовки был использован для обеспечения выполнения политических и экономических требований. Своими действиями плебеи добились, с одной стороны, назначения двух народных трибунов и трёх эдилов выборными представителями для защиты своих интересов, а с другой стороны, — списания долгов. Примерно в 450/449 и 287 гг. до н.э. произошли еще две сецессии плебеев, которые в конечном итоге привели к равной системе правовых гарантий посредством Законов двенадцати таблиц и, таким образом, к значительному улучшению статуса плебеев.
По мнению Даубе, гораздо более редкое описание актов гражданского неповиновения женщин в Древнем Риме по сравнению с Грецией указывает на то, что положение женщин там было иным.  Это позволяет выделить две исторические ситуации, в которых римские женщины проявляли активность. В первом случае им угрожала потеря статуса, а во втором — обычный способ обращения в органы власти изначально терпит неудачу.
В 195 году до н. э. свободные женщины Рима воспротивились декрету, который несколькими годами ранее, во время Второй Пунической войны, значительно ограничил финансовые расходы женщин на одежду и украшения. Они блокировали учреждения двух народных трибунов-консерваторов, пока те не отказались от сопротивления отмене указа. В начальный период культурного и экономического роста женщины, как утверждает Луций Валерий от их имени, боялись, что их мужья будут отвлечены от них лучше одетыми иностранками, в то время как сами мужчины не подвергались таким ограничениям в одежде. В риторическом споре с Луцием Валерием, как позже сообщает Ливий, Катон безуспешно пытается разоблачить протест женщин как своекорыстие, как мятеж и проклятый первый шаг на пути к требованию полного равенства:27. В то время как Катон приписывает женщинам революционные мотивы, Луций Валерий объясняет протест римских женщин прагматическим требованием справедливости в конкретной ситуации, которая была воспринята как несправедливая. Тем не менее, отмена этого положения ознаменовала начало развития, в ходе которого женщины Рима получали всё больше прав, например, право свободно распоряжаться своим приданым.
В 42 году до н. э. триумвиры планировали ввести специальный налог для богатых женщин. Это означало бы существенное изменение статус-кво, согласно которому женщины не облагались налогом. Заинтересованные женщины сначала пытались оказать влияние на жён триумвиров и таким образом отменить специальный налог. Когда этот способ оказался безуспешным, женщины вышли на форум, как они делали это за 150 лет до этого, и потребовали, чтобы им позволили изложить свои проблемы триумвирам. После того как по инициативе триумвиров их изгнали ликторы, на следующий день их представительнице Гортензии была предоставлена возможность изложить свою позицию. Она утверждала, что без официального участия в политической жизни женщины не должны облагаться налогами, не принимая контраргумент триумвиров о том, что женщины не обязаны нести военную службу и должны компенсировать это уплатой налога. В итоге речи Гортензия, поддержанная женской демонстрацией, добилась уступок.

#### Восстание чомпи в средневековой Флоренции (Италия, 1378)
Летом 1378 года под предводительством Микеле ди Ландо во Флоренции против господствующего порядка, который привел к растущей нищете и зависимости от работодателей, восстали чомпи, чесальщики шерсти — наёмные работники флорентийской текстильной промышленности. Характерным для этого выступления является факт, что во втором этапе восстания, в июле, повстанцы, которые в то время добились успеха, полностью отказались от насилия над людьми и мародёрства. Это объяснялось идеологией справедливости, согласно которой это восстание должно служить не личному обогащению, а справедливости в смысле экономического равенства. Было разрушено и сожжено всё, что признавалось предметами роскоши: дома знати, мебель, драгоценности. В результате этого восстания чомпи временно получили собственную гильдию:35—40. Восстание чомпи, конечно, нельзя квалифицировать как гражданское неповиновение в целом. Однако, особенно в июле, действия участников этого раннего восстания промышленных рабочих, по крайней мере частично, сопоставимы с современными понятиями гражданского неповиновения благодаря общей цели справедливости и отсутствию насильственных действий. Напротив, проблематичным для сравнения с современными представлениями о гражданском неповиновении является массовое уничтожение имущества, которое явно выходит за рамки символических жестов.

#### Восстание Роберта Кета в Норфолке (Англия, 1549)
Кожевник и землевладелец Роберт Кет возглавил в 1549 году крестьянское восстание с участием около 15 000 повстанцев в английском графстве Норфолк против местного помещичьего  дворянства. В это время духовенство, землевладельцы и дворяне всё чаще стали огораживать ранее свободно доступные земли, чтобы пасти своих овец. При этом они не только осваивали новые земли, но и часто объявляли местные альменды своей частной собственностью. Примечательным в этом восстании является то, что Кет запретил убийства и грабежи, а снос ограждений происходил только после тщательного разбирательства предводителя. Ограждение земель землевладельцами рассматривалось сельским населением как кража. Своим отправлением правосудия Кет дал понять, что целью восстания было восстановление законного положения вещей:62.

#### Публикация парламентских дебатов в Соединённом Королевстве (1771)
После того, как в Англии при короле Карле II в 1660 году была запрещена публикация парламентских дебатов, и этот запрет был возобновлён в 1723 году и ужесточён в 1760 году, возникло растущее сопротивление. С середины 1760-х годов лондонские издатели, мотивированные публикациями Джона Уилкса, заподозрили повышенный интерес общественности к политическим репортажам. Кроме того, росло экономическое давление, вызванное усилением конкуренции на газетном рынке. Запрет на публикацию был сознательно нарушен несколькими газетами. В 1771 году за это были заключены в тюрьму два издателя: Роберт Уэбл из Middlesex Journal и Роджер Томпсон из Gazetteer.  Когда планировалось арестовать еще двенадцать издателей, ситуация накалилась до предела. Демонстрации в конечном итоге обеспечили их освобождение и преломили ситуацию. Начиная с 1774 года Люку Хансарду было разрешено дословно публиковать Journals of the House of Commons, протоколы дебатов в палате общин. Это ознаменовало важный шаг в британском Просвещении. Таким образом, сознательное нарушение закона журналистами сделало возможным открытое и правдивое освещение парламентской деятельности, к чему призывал и Эдмунд Бёрк, осуждавший политическую культуру секретности.

### Генри Дэвид Торо (США, 1846)
В знак протеста против рабства и войны с Мексикой Торо отказался платить налоги и поэтому провёл 23 июля 1846 года в тюрьме. Это пребывание в тюрьме побудило его написать работу «О долге гражданского неповиновения», которая позже стала общепринятым источником. В этом эссе он впервые дал концепции название гражданское неповиновение (англ. civil disobedience) и вдохновил многих последующих теоретиков и практиков гражданского неповиновения, таких как Лев Толстой, Ганди и Мартин Лютер Кинг.

### Ганди и Соляной поход (Индия, 1930)
Когда Мохандас Карамчанд Ганди подобрал соль с земли на пляже Данди в конце Соляного похода 6 апреля 1930 года, он символически нарушил соляную монополию британских колониальных правителей. Ранее он объявил об этой акции британскому вице-королю лорду Ирвину:

Но если Вы не видите путей покончить с этим злом и мое письмо не достучалось до Вашего сердца, 11-го числа этого месяца я должен буду продолжить с моими соратниками из Ашрама игнорировать положения закона о соли. Я расцениваю этот налог со всех точек зрения, как самый несправедливый по отношению к бедным слоям населения. По существу движение за независимость, особенно для самых бедных людей на земле, положит начало борьбе с этим злом.— 
Ганди вместе с 78 своими последователями, сатьяграхами, вышел 12 марта 1930 года из своего ашрама Сабармати близ Ахмадабада и прошел 385 километров до Аравийского моря в Данди (штат Гуджарат). После 24-дневного марша он подобрал на берегу несколько крупинок соли, что ознаменовало символический разрыв британской соляной монополии. На протяжении всего похода международная пресса освещала акцию протеста, десятки тысяч наблюдателей выстроились вдоль улиц. Следуя его ненасильственному примеру, многие индийцы начали добывать соль, выпаривая морскую воду, и продавать её, в некоторых случаях без уплаты налогов. В результате было арестовано около 50 000 индийцев, включая значительную часть руководящей элиты Индийского национального конгресса. В конечном счёте эта акция протеста привела к окончанию британского колониального правления в Индии. Таким образом, протесты Ганди выходят за рамки того, что обычно называют гражданским неповиновением. Сам Ганди дистанцировался от этого термина и рассматривал свою деятельность как гражданское сопротивление. Однако методы, которые Ганди использовал и развивал в акциях протеста, считаются образцовыми для протестных акций гражданского неповиновения в их ненасилии.

### Гражданское неповиновение во время национал-социалистической диктатуры (1933—1945)
Частично, сопротивление норвежских преподавателей (1942 г.) и другие сопоставимые по контексту действия иногда интерпретируются как акты гражданского неповиновения. Однако, поскольку в данном случае речь идет об оккупации, сопоставимы только инструменты: преподаватели практиковали последовательное несотрудничество с оккупационной властью, что должно было показать отсутствие поддержки оккупации населением. Таким образом, протест учителей можно сравнить с сопротивлением Ганди, который своими действиями хотел освободить Индию от колониальной власти Великобритании.

##### Официальное прекращение программы «T-4»  после протестов общественности (1941)
В 1940 и 1941 годах около 100 000 инвалидов и пациентов с психическими заболеваниями были систематически убиты врачами и медсёстрами СС в рамках операции Т-4. Убийства с помощью эвтаназии были оправданы идеями евгеники, усиленными национал-социалистической расовой гигиеной. Долгое время предпринимались попытки сохранить эти убийства в тайне, используя только политически надёжный медицинский персонал, сжигая убитых и выдавая фальшивые свидетельства о смерти. После того, как стало известно об эвтаназии, начались протесты со стороны членов семей и католической церкви, в первую очередь со стороны епископа Мюнстера Клеменса Августа фон Галена в его проповеди 3 августа 1941 года, в которой он подчеркнул важность заповеди – «Не убий!». В результате программа «T-4» была официально прекращена, однако скрыто продолжала действовать.

##### Демонстрация на Розенштрассе в Берлине (1943)
В 1945 году Георг Цивьер в еженедельном журнале, издаваемом Гельмутом Киндлером, Хайнцем Ульштейном и Рут Андреас-Фридрих, задокументировал протесты женщин на Розенштрассе в Берлине. В период с 27 февраля по 6 марта 1943 год они продемонстрировали своё недовольство арестом и интернированием гестапо своих супругов-евреев в административном здании еврейской общины на Розенштрассе 2-4 в районе Митте:

Тайная государственная полиция отсортировала «арийских родственников» из огромных коллективных лагерей отобранного еврейского населения Берлина и доставила их в специальный лагерь на Розенштрассе. Было совершенно непонятно, что с ними будет дальше. Тогда вмешались женщины. […] они массово появились перед импровизированной тюрьмой. Полицейские тщетно пытались оттеснить и разогнать демонстрантов: около 6000 человек. Снова и снова они собирались [...] и требовали освобождения. Встревоженный этим инцидентом [берлинский центр управления гестапо] дал заверения и в конце концов отпустил мужчин.
Целью этого недельного протеста было изменить созданную государством ситуацию, которую пострадавшие сочли невыносимой. Не нападая на национал-социалистическую систему в целом, демонстрантки (по некоторым данным, всего около 200—600 одновременно) бросили вызов запрету на демонстрации, действовавшему с 1933 года, и отказались выполнять приказы гестапо. После демонстрации супруги были освобождены, а возглавлявший гестапо офицер Шиндлер был подвергнут наказанию.
Поскольку нет никаких записей о переговорах демонстрантов с гестапо, окончательно не ясно, было ли освобождение вызвано демонстрацией, стало ли гражданское неповиновение причиной уступки или решение гестапо имело другие причины.

### Роза Паркс и бойкот автобусов в Монтгомери (США, 1955)
После ареста Розы Паркс в Монтгомери (штат Алабама) 1 декабря 1955 года за то, что она не уступила место белому мужчине во времена расовой сегрегации в США, 5 декабря по инициативе местного Женского политического совета последовал первый однодневный бойкот общественных автобусов чернокожим населением. Под руководством Мартина Лютера Кинга — младшего была сформирована «Ассоциация по улучшению Монтгомери», которая организовала мирный протест чернокожего населения против расовой сегрегации. Протест продолжался 381 день. 20 декабря 1956 года бойкот был отменен после того, как Верховный суд США подтвердил идентичное решение федерального окружного суда от 19 июня 1956 года о неконституционности сегрегации в школах и общественном транспорте. Эта акция протеста в конечном итоге помогла американскому движению за гражданские права чернокожих добиться прорыва.

## Общественная практика
Методы или формы действий, используемые при гражданском неповиновении, не являются синонимами гражданского неповиновения. Как показано выше, гражданское неповиновение основано на идее справедливости, вытекающей из высшего права. Формы действий, наоборот, нейтральны в том смысле, что они также могут быть использованы для обеспечения собственных или групповых интересов.

### Формы действий
Теодор Эберт представляет гражданское неповиновение как элементов матрицы форм действия:37:
| Стадия эскалации                              | Конфронтационная деятельность (действия, направленные против несправедливости в обществе)     | Конструктивная деятельность (действия, помогающие установить справедливый порядок в обществе) |
| 1. Вынесение вопроса в публичное пространство | протест (демонстрации (в том числе сидячие), пикеты, петиции, распространение листовок)       | представление альтернатив (teach-in, выражение экспертного мнения) |
| 2. Правовые действия по вопросу               | правовой отказ от сотрудничества (например, бойкот выборов, голодовка, эмиграция, go-slow)    | правовые инновационные действия (справедливая торговля, создание собственных учебных заведений, альтернативная экономическая деятельность, этическое инвестирование, ненасильственное вмешательство) |
| 3. Неправовые действия по вопросу             | гражданское неповиновение (налоговое сопротивление, забастовка (в том числе сидячая), блокада | гражданская узурпация (формирование органов самоуправления, установление собственной юрисдикции…) |

Если субъекты первой стадии эскалации не вмешиваются в функционирование системы, то действия на второй стадии могут парализовать систему, но без нарушения каких-либо законов. Только на самом высоком уровне эскалации законы и приказы открыто и ненасильственно игнорируются. Как форма конфронтационной деятельности, гражданское неповиновение означает символическое игнорирование авторитета государства или правителей. В нём отсутствует конструктивный элемент, к которому призывал Ганди в «Конструктивной программе»:38—45. Согласно Теодору Эберту, формы действий, используемые в рамках инструмента гражданского неповиновения, включают открытое неповиновение законам, например, отказ платить налоги, сидячие забастовки, всеобщие забастовки, сквоттинг и сидячие демонстрации в запрещённых местах.

### Темы и действующие лица
Гражданское неповиновение может проявляться везде, где государство влияет на сосуществование своих граждан и где есть морально обоснованные сомнения либо в намерениях, либо в ожидаемых или даже реальных последствиях этого влияния. Это включает в себя широкий спектр: от протестов против расовой сегрегации, движений за мир и антиядерных движений до протестов по проблемам конфиденциальности.
Известными примерами гражданского неповиновения, нашедшими выражение в политических движениях, являются движение за независимость Индии, движение за гражданские права чернокожих в США 1950—1960-х годов, антиядерное движение с середины 1970-х годов, движение за мир и понедельничные демонстрации в 1989 году в ГДР.
Известными представителями гражданского неповиновения были Мохандас Карамчанд Ганди, Нельсон Мандела и Мартин Лютер Кинг. В соответствии с этой традицией многие противники ядерной энергетики, низовые активисты, демонстранты за мир, пацифисты, противники глобализации и полные сознательные отказчики сопротивляются в форме гражданского неповиновения.

## Правовая оценка
Гражданское неповиновение, как политический инструмент, находится между нарушенным позитивным законом и целью добиться соблюдения принципов справедливости для общества. В случае прямого нарушения закона, на несправедливость которого следует указать посредством гражданского неповиновения, сформулированная философом права Густавом Радбрухом формула Радбруха предлагает юриспруденции возможность принять во внимание мотивацию нарушения закона при определённых узко сформулированных условиях. Таким образом, она предлагает косвенное оправдание прямого гражданского неповиновения:

Конфликт между справедливостью и правовой стабильностью мог бы быть разрешен в том смысле, что позитивное и облеченное властной санкцией право имеет приоритет даже тогда, когда оно по содержанию несправедливо и нецелесообразно. Исключение составляют лишь ситуации, когда действующий закон становится столь вопиюще несовместимым со справедливостью, что закон как «несправедливое право» отрицает справедливость. Невозможно разграничить случаи «законодательного неправа» и закона, действующего вопреки своему несправедливому содержанию. Зато можно четко определить: когда к справедливости даже не стремятся, а когда равенство, составляющее ее основу, сознательно отрицается в правотворческом процессе, тогда закон не является лишь «несправедливым правом», но даже более того — он является неправовым по своей природе, ибо право, включая и позитивное, нельзя определить иначе, чем порядок и совокупность законов (Satzung), призванных по сути своей служить справедливости.— Радбрух, Густав. Законное неправо и надзаконное право // Философия права. Пер. с нем. М.: Международные отношения, 2004. C. 234

## Эмпирические результаты
В ходе исследования более 300 случаев сопротивления в период с 1900 по 2006 год Мария Дж. Стефан и Эрика Ченовет пришли к выводу, что ненасильственное сопротивление в среднем значительно более успешно, чем сопротивление с применением насилия (53% по сравнению с 23%, оба показателя относятся только к крупным движениям).
Исследователи объясняют это тем, что ненасильственное сопротивление с большей вероятностью будет принято населением, другими государствами и, что более важно, внутренними силами безопасности, и поэтому действия против него вызывают большее возмущение, поэтому насилие против сопротивления иногда даже повышает вероятность успеха. Силы безопасности также с большей вероятностью поддержат сопротивление, что приводит к значительному увеличению вероятности успеха (почти на 60%, согласно этим данным). Ни положительной, ни отрицательной корреляции между вмешательством других государств и успехом ненасильственного сопротивления обнаружить не удалось, что объясняется тем, что санкции могут также ослабить финансовую базу активистов, а прямая помощь других стран может ослабить легитимность движения в глазах населения. С другой стороны, в случае сопротивления с применением силы поддержка со стороны других государств увеличивает вероятность успеха примерно на 15%.
Количество людей, видимым образом вовлечённых в сопротивление, также имеет большое значение. Этот показатель в среднем выше, когда насилие не применяется, поскольку в этом случае меньше моральных и физических препятствий. Благодаря более разнообразным участникам также разрабатываются более творческие стратегии, что особенно важно в случае сильных репрессий.
По сравнению с сопротивлением с применением насилия, ненасильственная кампания увеличивает вероятность того, что страна станет демократической через пять лет после окончания конфликта на 40%, в случае успешных кампаний разница даже увеличивается до 50%; насколько высока эта вероятность, зависит от текущего состояния страны. Кроме того, после смены режима в результате ненасильственного сопротивления вероятность гражданской войны в последующие годы снижается.
Важны и другие факторы. Например, повышение по шкале Polity IV приводит к увеличению вероятности успеха более чем на 20%. Исследователи предупреждают, что результаты обязательно будут неточными, поскольку почти в каждом сопротивлении используются как насильственные, так и ненасильственные методы, из-за чего в отдельных случаях может быть трудно провести точную классификацию.